# Diederik Kraaijpoel
Diederik Kraaijpoel (Amsterdam, 28 november 1928 – Groningen, 8 augustus 2012) was een Nederlands kunstschilder en schrijver over beeldende kunst en kunstpolitiek. Hij wordt als schilder gerekend tot de aartsvader van de noordelijke realisten. Als schrijver was hij een pleitbezorger van de figuratieve kunst.

## Levensloop
Kraaijpoel was lang docent aan de Groningse  kunstacademie Minerva, waar onder zijn docentschap aandacht wordt besteed aan de schilderstechniek en werken naar de realiteit. Kraaijpoel was de leermeester van onder andere Henk Helmantel, Herman Tulp, Jan van der Kooi en  Uko Post. Hij was in de jaren vijftig van de 20e eeuw als exposerend en verkopend kunstenaar actief, en naast het doceren en schilderen schreef hij een aantal polemische boeken over kunst, kunstbeschouwing en kunstgeschiedenis. Daarnaast was Kraaijpoel betrokken bij de totstandkoming van Museum de Buitenplaats in Eelde.

## Schilder
Kraaijpoel maakte figuratief werk, waarbij de voorstelling ontsproten leek aan zijn fantasie. Naar eigen zeggen werkte hij ook naar de natuur, met als favoriete onderwerpen dieren, planten, bomen en vooral zijn onherbergzame landschappen, met een bijna ongenaakbare sfeer. Bijvoorbeeld met rotsig gebergte, een hoge onbereikbare horizon en te midden daarvan een eenzame wandelaar. Zijn schilderijen maken een melancholieke, beklemmende indruk. Zelf zei hij daarover: "Maar u weet, een melodie in mineur verschaft de diepste troost."

## Schrijver
Kraaijpoel was, met waardering voor de abstracte kunst, een pleitbezorger van de realistische traditie in de schilderkunst. De dominante plaats die de modernistische abstractie heeft ingenomen in de kunstpolitiek en de kunstbeschouwing was hem een doorn in het oog. Een van zijn hypotheses was dat de nawerking van de Tweede Wereldoorlog - de nationaalsocialisten propageerden immers ook realistische kunst - het ons ten onrechte verbiedt om figuratief werk mooi te vinden.
Kraaijpoel schreef helder en begrijpelijk. Hij was relativerend en soms schamper. Hij beschouwde Schopenhauer, Lichtenberg, Carmiggelt, Karel van het Reve en Karel Knip als zijn literaire leermeesters. Zijn polemische stukken roepen zowel instemming als tegenspraak op.

## Onderscheidingen
- 2009 - Sacha Tanja-penning vanwege zijn bijzondere verdiensten voor de figuratieve kunst

## Boeken (selectie)
- Bevroren revolutie, Groningen: Uitgeverij Xeno 1971
- De nieuwe salon. Officiële beeldende kunst na 1945, Groningen: Academie Minerva Pers 1989
- Was Pollock kleurenblind. Bouwstenen voor de herschrijving van de recente kunstgeschiedenis, Amsterdam: Veen 1997
- Diederik Kraaijpoel,  Aduard: Verlag 1998, ISBN 978-9072736055.
- Reputaties. Hoe de kunstenaar aan zijn goede naam komt, Amsterdam: Veen 2001
- Het kunstschilderboek. Handboek voor materialen en technieken, Baarn: Tirion Art 2007
- Diederik Kraaijpoel, Willem L. Meijer, Lennaart Allan (2010): Niet alles is kunst, Aspekt, ISBN 978 90 5811 866 9

## Overleden
Kraaijpoel overleed 8 augustus 2012 in zijn woonplaats Groningen op 83e jarige leeftijd en is begraven in Wierum.